# Biblioteca provinciale Tommaso Stigliani
La Biblioteca Provinciale Tommaso Stigliani è una biblioteca di pubblica lettura con sede a Matera. Istituita per volontà dell'avvocato Pasquale Dragone nel 1933, ha oggi sede presso il Palazzo dell'Annunziata. Il suo archivio conta più di 250.000 documenti, tra volumi, opuscoli, incunaboli e cinquecentine.

## Storia
Nei primi decenni del Novecento non esisteva a Matera e nella circostante provincia, alcun istituto bibliotecario in grado di offrire alla popolazione locale (con tassi di analfabetismo prossimi al 70%) un sussidio integrativo alla formazione scolastica. Lo stesso Giovanni Pascoli, ottenuta nel 1883 la cattedra di latino e greco nel Liceo ginnasio statale Emanuele Duni, si lamentò di questa mancanza in una epistola indirizzata al suo maestro Giosuè Carducci.
(Lettera a Carducci)

### L'istituzione e la prima sede
L'atto di nascita dell'istituzione culturale fu una delibera provinciale del 19 gennaio 1933 e con una misera sede bilocale al piano terra del palazzo di Provincia, in cui fu collocata una raccolta di 2000 volumi donati, in parte, dal Ministero dell'educazione nazionale. L'avvocato Pasquale Dragone (1890-1972), nativo di Bitonto e Presidente della Provincia (1933-1934), assunse la gestione della Biblioteca con una delibera del 22 dicembre 1934. Appassionato bibliofilo fu in pratica il primo Direttore della biblioteca, che grazie a lui iniziò a funzionare e ad organizzarsi.

### Il trasferimento in via Don Minzoni e l'incremento delle collezioni
Nei primi tre anni la biblioteca fu scarsamente frequentata sia per questioni organizzative sia per problemi logistici che impedivano l'affluire del pubblico. Solo dopo il 1937, con il trasferimento in via Don Minzoni, la biblioteca fu in condizione di funzionare effettivamente e di assumere un ruolo dal punto di vista istituzionale e culturale.
Il patrimonio librario adeguato alle esigenze culturali degli utenti, si arricchì di anno in anno, non solo con acquisti ma anche con donazioni di enti pubblici e privati cittadini. Furono annesse la biblioteca rimasta inutilizzata presso il Museo archeologico nazionale Domenico Ridola formata da 1054 volumi e l'intera biblioteca della famiglia Dragone composta da 4000 volumi. Nel 1939 fu acquistata poi la famosa raccolta "D'Errico", appartenente al Cav. Camillo D'Errico. Essa comprendeva, oltre una ricca pinacoteca, 4290 volumi finemente rilegati rappresentanti la migliore produzione editoriale dell'800: opere di diritto, agricoltura, arte, letteratura, storia sociale e religiosa, con particolare riferimento al Meridione e alle principali città del Regno di Napoli.
Negli anni della Seconda Guerra mondiale l'istituzione attraversò un periodo avverso. Nel novembre del 1944 il direttore Dragone, per motivi politici, fu sospeso dall'incarico di guida della biblioteca. A lui si avvicendarono vari direttori provvisori che crearono una situazione di disordine nell'organizzazione.

### Il trasferimento presso il vecchio Ospedale Civile
Lo sviluppo del patrimonio librario e l'aumento continuo di utenti resero presto inadeguati personale e spazio nel quale la biblioteca operava. L'occasione per realizzare la nuova Biblioteca si presentò negli anni '60, quando l'Ospedale Civile si trasferì lasciando libero un palazzo in via San Rocco, di cui era proprietaria l'Amministrazione Provinciale, e dove la biblioteca rimase per circa venticinque anni. L'aggiornamento dei fondi librari e il miglioramento qualitativo dei servizi furono determinanti per una più vivace partecipazione dei cittadini alla vita della biblioteca.
Con l'introduzione della scuola dell'obbligo (1962-1963) e la riforma dei programmi scolastici, la biblioteca era diventata un punto di riferimento per studenti alla ricerca di testi utili ai propri interessi e approfondimenti. In linea con la propensione alla divulgazione degli studi di interesse locale, a partire dal 1967, la Biblioteca Provinciale realizzò alcune ristampe di opere fuori commercio ritenute fondamentali per la conoscenza della storia cittadina e regionale. La prima opera ristampata fu quella dello storico materano Giuseppe Gattini Note storiche sulla città di Matera. La biblioteca, nel frattempo, intraprendeva una serie di iniziative dirette a promuovere la cultura ad ogni livello integrando l'opera delle scuole o di altre organizzazioni culturali.
Il sistema bibliotecario diede anche vita a un'altra iniziativa: la pubblicazione del "Bollettino della Biblioteca Provinciale", nato con la funzione di dare informazioni bibliografiche e raccogliere studi, relazioni, documentazione bibliografica e proposte di tecniche utili all'aggiornamento professionale degli addetti ai servizi delle biblioteche.

### L'inaugurazione della sede attuale
Nel 1986 un incidente di tipo strutturale causò la brusca interruzione delle attività a cui seguì un lungo periodo di chiusura e di polemiche con l'Ente Provinciale. Il 14 maggio 1998, alla presenza del presidente del Consiglio dei ministri Romano Prodi, fu inaugurata la sede attuale, molto più spaziosa delle precedenti.

## Patrimonio librario
La biblioteca comprende tra i 250.000 e i 300.000 volumi, distinti in:
- Fondo Antico: 30.000 edizioni rare e di pregio, 1.000 cinquecentine, 95 incunaboli, 100 manoscritti e 40 pergamene
- Fondo Moderno: 180.000 volumi
- Fondo Periodici: costituito da 1.000 testate, con una raccolta di oltre 70.000 volumi.

### Donazioni
Nel corso degli anni la Biblioteca provinciale di Matera si è arricchita di libri rari e di pregio, appartenenti a molte famiglie materane che hanno messo a disposizione della cittadinanza il proprio patrimonio culturale. Tale patrimonio comprende la raccolta appartenuta a Domenico Ridola, medico, archeologo e paleontologo, che conta più di mille volumi.
Agli inizi degli anni '90, i figli di Michele Gattini, arricchiscono gli archivi della biblioteca con più di 4090 volumi, che vanno dai manoscritti alle cinquecentine; successivamente furono schedati con la dicitura "Fondo Gattini".
Tra le donazioni più significative vanno ricordate quelle di Eustachio Paolo Lamanna e di Vincenzo Onorati, originario di Stigliano, che donò libri e monete antiche. Intorno agli anni '80 la biblioteca si è arricchita di una vasta collezione di grammofoni d'epoca donata da Roberto Merolla, docente del Conservatorio Egidio Romualdo Duni. A questa si è poi aggiunto un organo a rullo appartenente alla famiglia de Curtis.
Fra il 1861-66 venne approvato un decreto che destinava alle biblioteche pubbliche libri e documenti propri delle case religiose soppresse.
Nei registri di Matera è annotata la provenienza di 6280 volumi dal convento dei PP. Riformati di San Rocco e di PP. Cappuccini, rilegati secondo la consuetudine del tempo, molte delle edizione sono uniche nel loro genere altre provengono da antichi antifonari.